# Unimog 408
O Unimog 408 é um veículo leve da série Unimog da Mercedes-Benz Group.
A geração, que tem os modelos chamados de U90, U90 turbo, U100L e U100L turbo, foi apresentada no Salão Internacional de Veículos Comerciais de Hanôver (IAA Transportation) do ano de 1992, o qual ocorreu entre 9 e 17 de maio daquele ano.

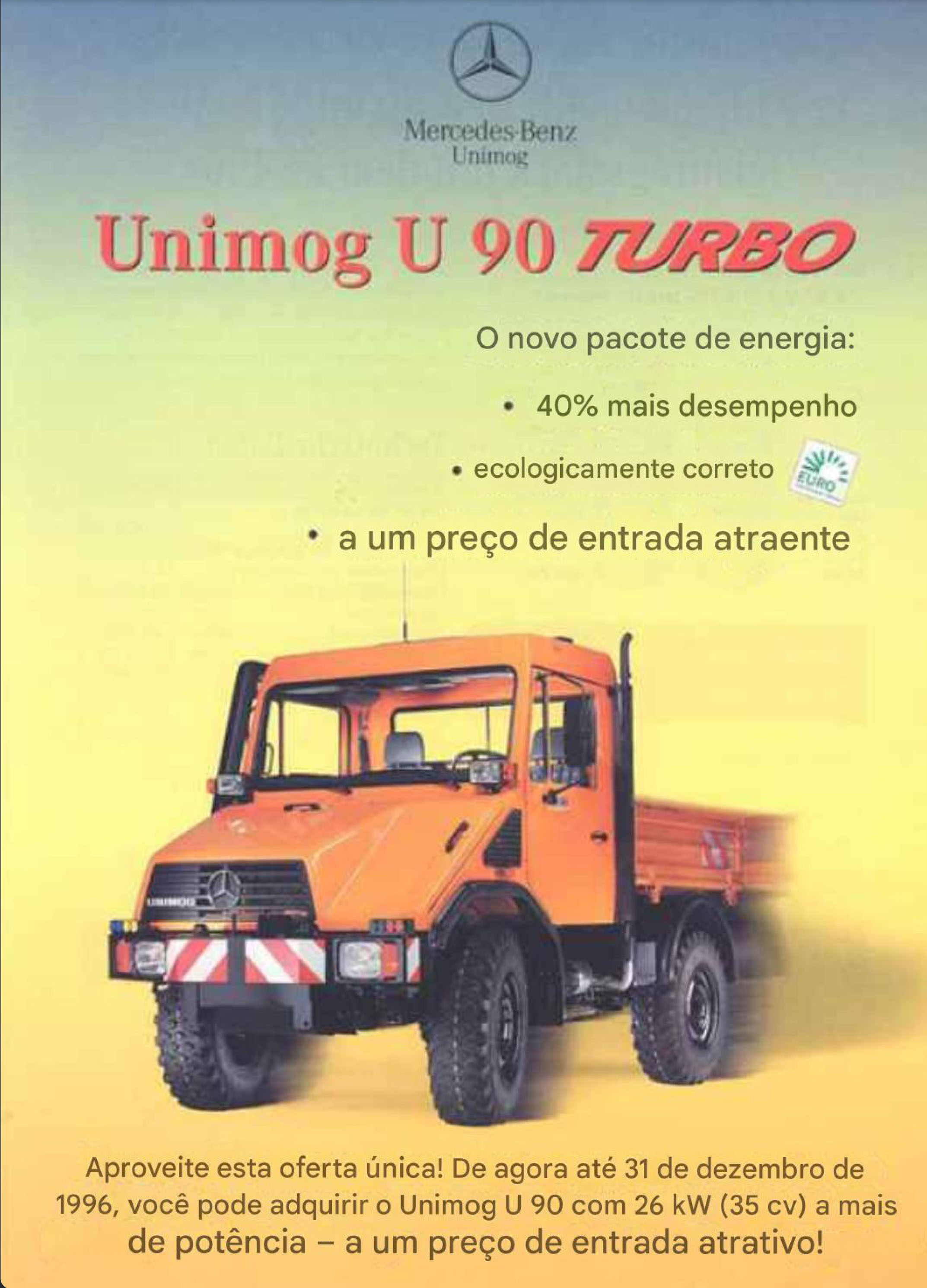
Material de divulgação de lançamento do Unimog U90 turbo em 1996.

Os modelos sucederam o Unimog 407 e foram produzidos na fábrica da Mercedes-Benz em Gaggenau.
Um total de 2.050 veículos desta série leve de Unimog saíram da fábrica em quatro modelos.
Ele foi produzido conjuntamente com o Unimog 418 de serviço médio, que foi apresentado na mesma edição do Salão Internacional. Ambos estavam disponíveis com cabines basculantes recém desenvolvidas, podendo ter teto alto (125 mm mais alta) ou normal. Além disso, o capô estava disponível em duas versões: com “maior visão” com área achatada no lado do motorista ou com capô simétrico, também foi desenvolvido um chassi com uma nova estrutura em escada, molas helicoidais de funcionamento progressivo foram implementadas para melhorar a dirigibilidade, sistema de freios ABS era um opcional, bem como o mecanismo "servolock" para conexões e implementos hidráulicos.
Em 2001, o Unimog 408 teve a produção encerrada, sendo substituído pelo modelo Unimog 405.

## Motores
O Unimog 408 (U90 e U100L) é equipados com o consagrado motor a diesel OM602 da Mercedes-Benz, inicialmente na versão 602.941, de cinco cilindros e 2.9L (2.874 cc), naturalmente aspirado, com injeção indireta de combustível, bomba injetora mecânica Bosch PES. No modelo U90 é capaz de entregar 87 cv (64 kW) de potência a 4.000 rpm. Na versão U100 entrega 98 cv (72 kW) de potência a 4.000 rpm e 187 Nm de torque entre 2.400 e 2.600 rpm.
Com a proximidade da norma Euro II do Padrão europeu de emissões, foram lançados (em julho de 1996) os modelos U90 turbo e U100L turbo, que mantiveram o mesmo motor OM602, porém na nova versão 602.981, agora equipado com turbocompressor, intercooler, alterações na câmara de combustão (cabeçote e pistão) em razão da injeção direta de diesel, a bomba injetora mecânica passou a ser a Bosch VE com controle eletrônico (em inglês: Engine Diesel Control - EDC ou em alemão: Elektronische Dieselsteuerung - EDR) também produzido pela Bosch. O gerenciamento eletrônico também controla o sistema automático de preaquecimento através de velas aquecedoras. É capaz de produzir 115 cv (85 kW) de potência a 3.800 rpm e 300 Nm de torque a 2.900 rpm.

## Sistema de freios
Freios a disco nas quatro rodas com circuito duplo hidráulico e acionamento pneumático de 18 bar de pressão nominal com opcional de freios ABS. As pastilhas de freio são sem amianto e incluem indicador eletrônico de desgaste. Há controle de carga de frenagem e freio estacionário pneumático, ambos atuando no eixo traseiro.

## Eixos, suspensão, rodas e pneus
Eixos portais com bloqueio de diferencial pneumático dianteiro e traseiro com pressão positiva para prevenir a entrada de água. Molas helicoidais, amortecedores telescópicos e barra de torção. Rodas de aço 9" x 20" com pneus 10,5J R 20, 12,5J R 20 ou 275/80 R 20. 

## Painel de instrumentos
Painel de instrumento retro iluminado, com conta-giros, velocímetro, tacógrafo, hodômetro, display central de LCD multifuncional com relógio e velocímetro digital, alerta de baixa pressão de ar, alta temperatura do sistema de arrefecimento, baixa pressão de óleo, nível baixo de fluído de freio, falha no sistema de carga da bateria, freio de estacionamento, desgaste das pastilhas de freio, saturação do filtro de ar, 4X4, bloqueio dos diferenciais e alertas sonoros. Além indicação de nível de combustível, temperatura do sistema de arrefecimento e pressão dos dois circuitos pneumáticos.

## Modelos do Unimog 408
| Modelo  | Nome do modelo | Distância entre eixos | Motor      | Potência       | Período de produção | Unid. produzidas |
| ------- | -------------- | --------------------- | ---------- | -------------- | ------------------- | ---------------- |
| 408.100 | U90            | 2.690 milímetros      | OM 602.941 | 87 cv (64 kW)  | 09/1992 > 1997      | 825              |
| 408.101 | U90 turbo      | 2.690 milímetros      | OM 602.981 | 115 cv (85 kW) | 1996 > 2001         | 757              |
| 408.215 | U100L          | 3.220 milímetros      | OM 602.941 | 98 cv (72 kW)  | 1994 > 1997         | 96               |
| 408.216 | U100L turbo    | 3.220 milímetros      | OM 602.981 | 115 cv (85 kW) | 1996 > 2001         | 372              |

## Exército Brasileiro

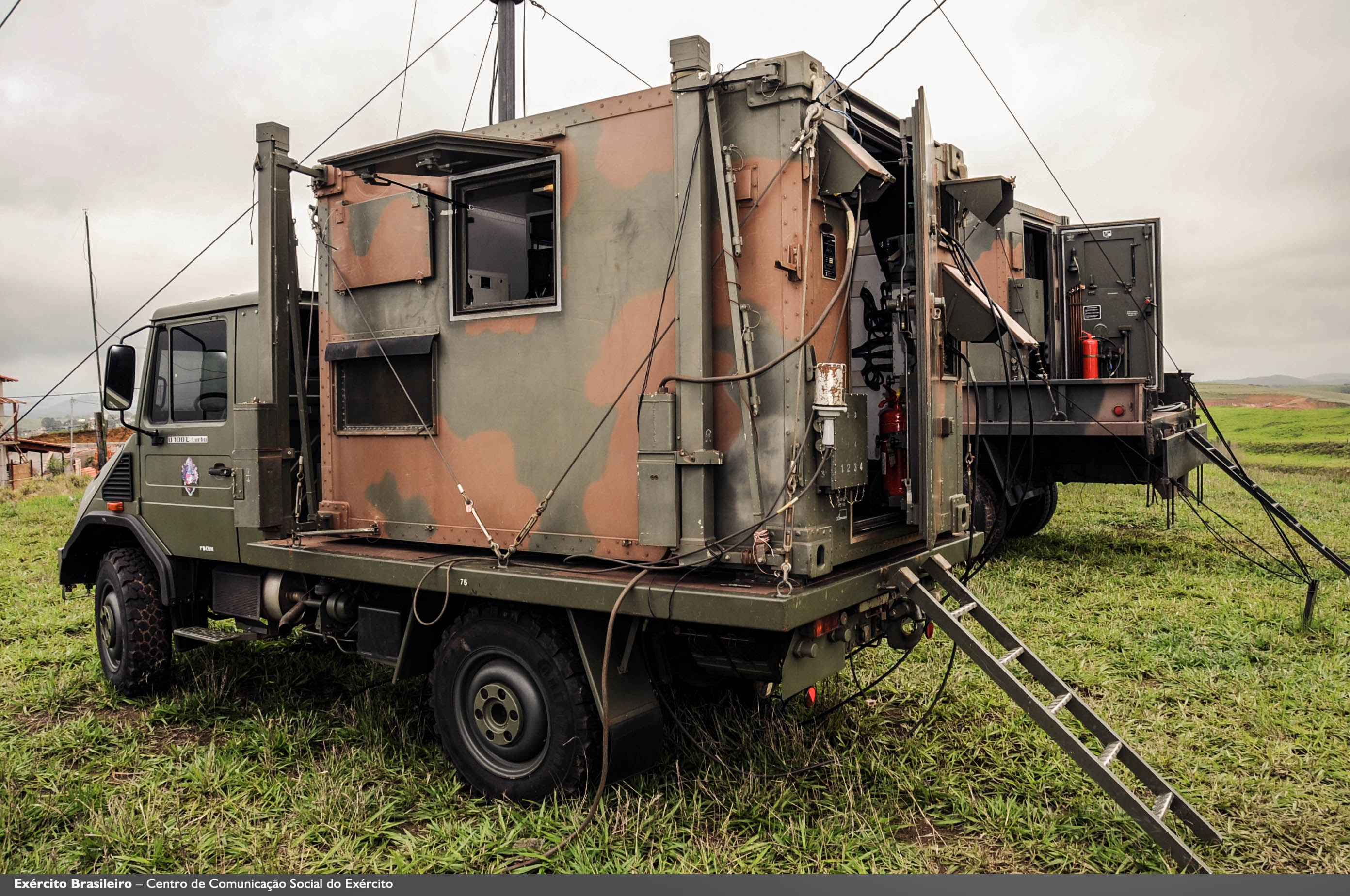
Unimog 408.216 (U100L turbo) do Exército Brasileiro com shelter de comunicação.

Em 1992, o Exército Brasileiro deu um passo significativo rumo à modernização de suas comunicações com a implementação do Sistema Tático de Comunicações (SISTAC). Esse sistema, projetado para apoiar o comando e controle de tropas em operações, exigia veículos capazes de transportar shelters (abrigos) equipados com uma rede integrada de comunicação digital multisserviços. Esses shelters proporcionavam serviços de voz e dados, em claro e criptografados, além de interfaces com redes externas e sistemas de rádio convencionais. Para essa missão crítica, o Unimog 100L/38 foi selecionado, destacando-se por sua robustez e capacidade de operar em ambientes operacionais complexos. A partir de 1998, os Unimogs 100L/38 começaram a equipar o 1º Batalhão de Comunicações, localizado em Santo Ângelo, Rio Grande do Sul.

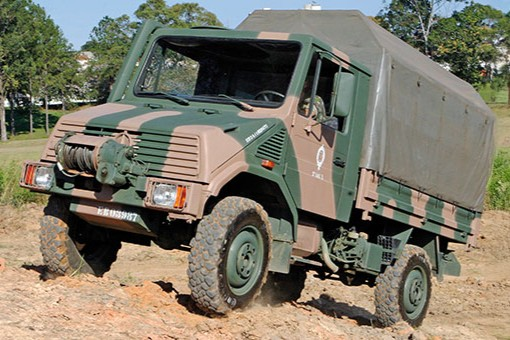
Unimog 408.216 (U100L turbo) do Exército Brasileiro com carroceria de transporte de tropas e guincho mecânico acionado pela tomada de força (PTO).

Outras Organizações Militares (OM) do Exército, situadas em Brasília, Barueri, Itu e Rio de Janeiro) também contaram com os serviços dos Unimogs U100L e U100L turbo com diferentes propósitos e carrocerias.
Um total de 78 unidades foram encomendadas para a Mercedes-Benz, das quais foram recebidas 21 unidades do modelo U100L, 51 do modelo U100L turbo e 7 foram canceladas. Totalizando 72 unidades incorporadas.
Em 27/03/2018, através da Portaria n.º 049-EME, publicada no Boletim do Exército n.º 14/2018, foi determinada a desativação de toda a frota brasileira, a qual foi sendo leiloada ao longo dos anos seguintes nos diferentes batalhões que atuavam.
Ocorreram leilões em 2017 (Brasília/DF), 2019 (Barueri/SP, Brasília/DF e Santiago/RS), 2021 (Rio de Janeiro/RJ), 2022 (Campinas/SP), 2024 (Santiago/RS) e o último em 2025 (Santiago/RS). 
Há duas unidades preservadas no 1º Batalhão de Comunicações em Santo Ângelo/RS e uma unidade em Brasília/DF.
| Modelo      | Pedidos | Recebidos | Período de fabricação | Período de serviço |
| ----------- | ------- | --------- | --------------------- | ------------------ |
| U100L       | 21      | 21        | 07/1996 > 02/1997     | 1996 > 2018        |
| U100L turbo | 57      | 51        | 04/1999 > 03/2001     | 1999 > 2018        |